# Aéroport international de Huangshan Tunxi
L'aéroport international de Huangshan Tunxi est un aéroport qui dessert Huangshan dans la province du Anhui en Chine. Il a été créé en 1958.

## Compagnies aériennes et destinations
| Compagnies               | Destinations                                             |
| ------------------------ | -------------------------------------------------------- |
| Air China                | Pékin-Capitale                                           |
| Air Guilin               | Guilin-Liangjiang, Jinan                                 |
| Asiana Airlines          | Séoul-Incheon                                            |
| Beijing Capital Airlines | Haikou, Shenyang, Xiamen-Gaoqi, Xi'an-Xianyang           |
| China Eastern Airlines   | Kunming-Changshui, Qingdao-Jiaodong                      |
| China Southern Airlines  | Canton-Baiyun, Shenzhen-Bao'an                           |
| China United Airlines    | Pékin-Nanyuan, Fuoshan Shadi                             |
| EVA Air                  | Taïwan-Taoyuan                                           |
| Joy Air                  | Fuzhou-Chánglè, Hefei, Wuhan                             |
| HK Express               | Charter : Hong Kong                                      |
| Korean Air               | Séoul-Incheon                                            |
| New Gen Airways          | Bangkok-Don Muang                                        |
| Qingdao Airlines         | Qingdao-Jiaodong, Zhuhai                                 |
| Shanghai Airlines        | Chengdu-Shuangliu, Chongqing-Jiangbei, Shanghai-Hongqiao |
| Uni Air                  | Kaohsiung                                                |
| XiamenAir                | Taiyuan-Wusu, Xiamen-Gaoqi                               |

Édité le 03/02/2018